# Шестнаеста влада Николе Пашића
Шестнаеста влада Николе Пашића је била влада Краљевине Срба, Хрвата и Словенаца која је владала од 16. децембра 1922. до 2. маја 1923. године.

## Избори за народне посланике 1923. године
Хомогеност радикалско-демократске владе нарушили су преговори Љубомира Давидовића и Хрватског блока. Пашић је поднео оставку на место председника владе децембра 1922. године. Прибићевићева група у Демократској странци означила је преговоре личном иницијативом Љубомира Давидовића. Расплет кризе донео је краљ: он је децембра исте године формирао нову владу на челу са Пашићем, искључиво састављену од радикала, распустио Скупштину и заказао нове изборе за 18. март 1923. године. Средишње место у предизборној кампањи заузело је питање државног уређења. Радикали су бранили постојећи поредак. Демократе су изашле на изборе формално јединствени, али фактички подељени на две фракције. ХРСС је доминирала политичким животом Хрватске и представљала је интересе хрватског народа. На изборима се нашло 33 странака. Радикали су однели највише гласова и укупно 108 од 312 посланичких места. На другом месту била је ХРСС која је освојила 70 посланичких места. Демократе су добиле 51 мандат. Успеху ХРСС допринео је сукоб Радикала и Демократа које су отимале гласове једни од других, док је ХРСС наступила јединствено, са јединственим националним програмом.

## Марков протокол
Велики успех ХРСС на изборима 1923. године изазвао је одушевљење међу федералистима. Априла 1923. године између ХРСС, СЛС и ЈМО воде се преговори о заједничком политичком иступу против владиног централизма, за демократско решење националног питања и проблема о реорганизацији државе. Федералистички блок имао је готово 700.000 гласача. Споразум између ових странака представљао је политички догађај од прворазредног значаја. Ту се није радило о сепаратизму, већ о антицентрализму; федералистички блок дакле није заступао цепање државе већ њену реорганизацију. Радикали су оштро нападали федералистички блок који је угрозио хомогену Пашићеву владу. Долази и до физичких напада, односно сукоба између ОРЈУНЕ и ХАНАО. Међутим, влада мора да попушта. На то су је натерали изборни резултати из 1923. године који су показали да би у будућој Народној скупштини њени посланици могли остати у мањини. Радикали су излаз из ове ситуације нашли у привременом споразуму. Разговори између федералистичког блока и Радикала у Загребу завршени су споразумом о коме је сачињен протокол. Протокол је носио име по Марку Ђурићу, најстаријем потписнику.

## Крај владе
Радикали нису желели да сасвим раскину са својим ранијим сарадницима из Демократске странке, односно групе окупљене око Светозара Прибићевића. По повратку у Београд, Воја Јањић је отишао код Прибићевића на разговор чиме је, наводно, читава политика заснована на Марковом протоколу била угрожена. Стјепан Радић је на то бурно реаговао. Сутрадан је у загребачком предграђу Боронгај одржао говор на коме је одбацио Марков протокол.
Изјава Стјепана Радића у Боронгају окончала је радикалску политику споразумевања са ХРСС. Пашићу је то омогућило сарадњу са непомирљивим централистима из редова Демократске странке. Још на пролеће 1924. године у тој странци дошло је до сукоба између два крила: споразумног на челу са Љубом Давидовићем и строго централистичком на челу са Светозаром Прибићевићем. Резултат сукоба је одвајање 14 посланика окупљених око Светозара Прибићевића 26. марта и формирање Самосталне демократске странке. Већ следећег дана, 27. марта, образована је нова коалициона влада коју су саставили посланици Радикалне и Самосталне демократске странке. Она носи назив влада Пашић-Прибићевић или скраћено ПП-влада.

## Чланови владе
| Функција                                                         | Слика           | Име и презиме       | Детаљи                  |
| ---------------------------------------------------------------- | --------------- | ------------------- | ----------------------- |
| Председник Министарског савета                                   |                 | Никола П. Пашић     |                         |
| Министар иностраних дела                                         |                 | Момчило А. Нинчић   |                         |
| Министар војске и морнарице                                      |                 | Петар Пешић         |                         |
| Министар унутрашњих дела                                         |                 | Милорад Вујичић     |                         |
| Министар правде                                                  |                 | Лазар Марковић      |                         |
| Министар просвете                                                |                 | Милош Трифуновић    |                         |
| Министар финансија                                               |                 | Милан Стојадиновић  |                         |
| Министар грађевина                                               |                 | Никола Т. Узуновић  |                         |
| Министар трговине и индустрије                                   |                 | Лазар Марковић      | заступник, до 6.1.1923. |
| Министар трговине и индустрије                                   | Дервиш Омеровић |                     |                         |
| Министар пољопривреде и вода                                     |                 | Крста Љ. Милетић    | заступник, до 6.1.1923. |
| Министар пољопривреде и вода                                     | Ђиво Супило     |                     |                         |
| Министар пошта и телеграфа                                       |                 | Велимир Вукићевић   |                         |
| Министар шума и рудника                                          |                 | Милан Сршкић        |                         |
| Министар социјалне политике                                      |                 | Нинко Перић         |                         |
| Министар народног здравља                                        |                 | Славко С. Милетић   |                         |
| Министар вера                                                    |                 | Љубомир Јовановић   |                         |
| Министар припреме за Уставотворну скупштину и изједначење закона |                 | Марко Н. Трифковић  |                         |
| Министар аграрне реформе                                         |                 | Крста Љ. Милетић    |                         |
| Министар саобраћаја                                              |                 | Велизар С. Јанковић |                         |
| Министар без портфеља                                            |                 | Ђиво Супило         | до 6.1.1923.            |
| Министар без портфеља                                            |                 | Нико Жупанић        |                         |
| Министар без портфеља                                            |                 | Ахмед Шерић         | од 6.1.1923.            |